# Jávai füleskuvik
A jávai füleskuvik (Otus angelinae) a madarak (Aves) osztályának a bagolyalakúak (Strigiformes) rendjéhez, ezen belül a bagolyfélék (Strigidae) családjához tartozó faj.

## Rendszerezése
A fajt Otto Finsch német ornitológus írta le 1912-ben, a Pisorhina nembe Pisorhina angelinae néven.

## Előfordulása
Indonéziához tartozó Jáva szigetén honos. Természetes élőhelyei a szubtrópusi és trópusi hegyi esőerdők. Állandó, nem vonuló faj.

## Megjelenése
Testhossza 18 centiméter, testtömege 70-90 gramm.

## Természetvédelmi helyzete
Az elterjedési területe kicsi és szétapródozott, egyedszáma 1500-7000 példány közötti és csökken. A Természetvédelmi Világszövetség Vörös listáján sebezhető fajként szerepel.

## További információ
- Képek az interneten a fajról
- Internet Bird Collection - videók a fajról
- Xeno-canto.org - a faj hangja és elterjedési területe